# Komitet Elektroniki i Telekomunikacji Polskiej Akademii Nauk
Komitet Elektroniki i Telekomunikacji Polskiej Akademii Nauk (KEiT PAN) – jeden z komitetów naukowych Polskiej Akademii Nauk, działający w ramach Wydziału Nauk Technicznych PAN. Został powołany w roku 1960. Komitet, podobnie jak cała korporacja, działa w okresach czteroletnich kadencji (obecna kadencja trwa w latach 2019–2023).

## Członkowie KEiT PAN
Członkami Komitetu są członkowie rzeczywiści i korespondenci PAN deklarujący udział w pracach danego Komitetu, oraz pochodzący z wyboru uznani przedstawiciele środowisk akademickich i przemysłowych. Prawo wyboru członków Komitetu posiadają samodzielni pracownicy nauki deklarujący daną dziedzinę nauki jako główny obszar swojej działalności badawczej. Zwyczajowo Komitet posiada ok. 40 członków reprezentujących główne ośrodki badawcze z obszaru elektroniki i telekomunikacji w kraju oraz reprezentujących główne nurty tematyczne działalności Komitetu. Jeśli jakaś nowa dziedzina nie jest dostatecznie reprezentowana w Komitecie może on, na zasadzie głosowania członków, przyjąć do swojego grona reprezentanta tej dziedziny o ustalonym autorytecie.

## Obszar tematyczny działania KEiT PAN
Komitet zajmuje się takimi naukami związanymi z elektroniką i telekomunikacją oraz technikami informacyjnymi jak: teoria i modelowanie (zjawisk, elementów, układów, systemów, sygnałów), nanoelektronika i mikroelektronika (układy scalone wysokiej skali integracji), optoelektronika (technika laserowa, optoelektronika obrazowa, fotowoltaika, technika światłowodowa, fotonika), sygnały (cyfrowe i analogowe przetwarzanie sygnałów), układy i systemy (teoria i aplikacje systemów elektronicznych), materiały i technologie (wytwarzanie układów elektronicznych w warunkach badawczych i przemysłowych), inżynieria sprzętu i oprogramowania (integracja sprzętu i oprogramowania, układy FPGA/VHDL, układy DSP, inżynieria komputerowa). Tematyka ta ulega rozszerzeniu np. na technologię e-learningu, oraz elektronicznego i telekomunikacyjnego infrastrukturalnego środowiska wirtualnego.

## Struktura KEiT PAN
Komitetem kieruje przewodniczący i prezydium. W skład prezydium wchodzi przewodniczący oraz wiceprzewodniczący. Przewodniczącym Komitetu jest profesor Bogusław Smólski, wiceprzewodniczącymi są profesorowie członkowie korespondenci PAN Andrzej Jajszczyk i Michał Mrozowski, a sekretarzem jest dr hab. inż. Zbigniew Piotrowski.
W ramach KEiT PAN działa siedem Sekcji tematycznych:
- Technologii Elektronowej i Technologii Materiałów Elektronicznych. ztmme.imio.pw.edu.pl. [zarchiwizowane z tego adresu (2011-01-30)].,
- Mikroelektroniki. sm-keit.dmcs.pl. [zarchiwizowane z tego adresu (2015-07-04)].,
- Fotoniki,
- Mikrofal i Radiolokacji. smir-keit.eti.pg.gda.pl. [zarchiwizowane z tego adresu (2015-07-05)].,
- Sygnałów, Układów i Systemów Elektronicznych,
- Telekomunikacji,
- Kompatybilności Elektromagnetycznej.

Każda Sekcja posiada strukturę analogiczną do struktury Komitetu – prezydium członków i ekspertów z danej dziedziny nauki i techniki. Sekcje, podobnie jak Komitet, działają w trybie zebrań prezydium, plenarnych oraz grup roboczych.

## Działalność KEiT PAN
Komitet działa na rzecz rozwoju dyscyplin naukowych elektroniki i telekomunikacji w kraju. Komitet pracuje w trybie okresowych zebrań prezydium, Sekcji oraz zgromadzeń plenarnych. Zgromadzenia odbywają się zmiennie na terenie różnych uczelni, Jednostek Badawczo-Rozwojowych, Parków Technologicznych oraz jednostek przemysłowych. Obszar działania Komitetu obejmuje, między innymi: wydawanie czasopism naukowych, organizowanie konferencji naukowych, inicjowanie nowych kierunków badań w dziedzinie elektroniki i telekomunikacji w kraju, stymulowanie współpracy nauka- gospodarka, opracowywanie okresowych ekspertyz w zakresie EiT dla administracji państwowej oraz środowisk akademickich, biznesowych i przemysłowych, opiniowanie kandydatów na członków korespondentów PAN, opiniowanie kandydatów do nagród naukowych Premiera RP. Komitet posiada tradycyjnie silną rolę opiniotwórczą w swoim środowisku działania. Łącznie z innymi Komitetami, wchodzącymi w skład Wydziału Nauk Technicznych PAN, wypracowuje wspólną opinię Akademii w tym zakresie nauki i techniki na potrzeby gospodarki krajowej. Także Sekcje Komitetu organizują życie naukowe w kraju w swoim obszarze tematycznym poprzez organizacje konferencji i szkół naukowych, oraz opracowywanie tematycznych ekspertyz dla administracji państwowej i gospodarki.

## Wydawnictwa KEiT PAN
Komitet wydaje okresowe ekspertyzy z obszaru swojej kompetencji merytorycznej. Wydawnictwem naukowym KEiT PAN jest kwartalnik IJET – International Journal of Electronics and Telecommunications, którego redaktorami naczelnymi byli profesorowie Witold Nowicki, Adam Smoliński, Wiesław Woliński, Tadeusz Łuba, a obecnie funkcję tę sprawuje Ryszard Romaniuk. Kwartalnik PAN został utworzony w roku 1955 pod nazwą Rozprawy Elektrotechniczne. Komitet także współpracuje przy wydaniu czasopisma Wydziału Nauk Technicznych PAN – Bulletin of Polish Academy of Science – Technical Science. Komitet Elektroniki i Telekomunikacji PAN opracowuje okresowe oceny eksperckie naukowych i technicznych czasopism krajowych działających w obszarze elektroniki i telekomunikacji.